# Хорейс Фринк
Хорейс Уестлейк Фринк (на английски: Horace Westlake Frink) е американски психиатър и психоаналитик, един от основателите на Нюйоркското психоаналитично общество през 1911.

## Биография
Роден е на 7 февруари 1883 година в Милъртън, САЩ. Завършва медицинското училище на Университета „Корнел“ (1905), а след това провежда стажа си в болница Белвю. През 1909 г. заедно с Чарлс Дана е назначен за асистент в неврологичната клиника към Корнелския университет, а от 1914 е професор в същия университет.
Два пъти пътува до Европа, където се отдава на психоанализата на Фройд (1921, 1922). През август 1923 г. напуска практиката си поради психическо заболяване. През април 1936, след дълъг период на относително здраве, последват психотични епизоди, след които е изпратен в санаториума Пайн Блъф, Северна Каролина, където почива седмица по-късно от сърдечен пристъп на 53-годишна възраст.